# Belgian International 2013
Das Belgian International 2013 im Badminton fand vom 11. bis zum 14. September 2013 in Leuven statt. Das Turnier gehörte zum BE Circuit 2013/14.

## Austragungsort
- Sportoase Philipssite, Philipssite 6

## Sieger und Platzierte
| Disziplin    | Gold                                 | Silber                         | Bronze                             |
| ------------ | ------------------------------------ | ------------------------------ | ---------------------------------- |
| Herreneinzel | Andre Kurniawan Tedjono              | Eric Pang                      | Lin Yu-hsien                       |
| Herreneinzel | Andre Kurniawan Tedjono              | Eric Pang                      | Joachim Persson                    |
| Dameneinzel  | Febby Angguni                        | Cheng Chi-ya                   | Karin Schnaase                     |
| Dameneinzel  | Febby Angguni                        | Cheng Chi-ya                   | Lee Chia-hsin                      |
| Herrendoppel | Anders Skaarup Rasmussen Kim Astrup  | Chris Langridge Peter Mills    | Ruud Bosch Koen Ridder             |
| Herrendoppel | Anders Skaarup Rasmussen Kim Astrup  | Chris Langridge Peter Mills    | Łukasz Moreń Wojciech Szkudlarczyk |
| Damendoppel  | Imogen Bankier Petya Nedelcheva      | Gabriela Stoeva Stefani Stoeva | Anastasia Chervyakova Nina Vislova |
| Damendoppel  | Imogen Bankier Petya Nedelcheva      | Gabriela Stoeva Stefani Stoeva | Eefje Muskens Selena Piek          |
| Mixed        | Anders Skaarup Rasmussen Lena Grebak | Jacco Arends Selena Piek       | Sam Magee Chloe Magee              |
| Mixed        | Anders Skaarup Rasmussen Lena Grebak | Jacco Arends Selena Piek       | Robert Blair Imogen Bankier        |